# 菅原美智子
菅原 美智子（すがわら みちこ、1958年〈昭和33年〉12月14日 ‐ ）は、日本のフリーアナウンサー、政治家。福島市議会議員（1期、予定）。

## 来歴
秋田県仙北郡仙北町（現・大仙市）出身。聖霊女子短期大学英語科卒業。小学生から高校生時代まで放送のクラブで活動していた。
1981年4月、アナウンサーとしてラジオ福島に入社。自分の番組で寄せられたイラストやポエムの中から選りすぐった作品を集めて、手作りのポエム集を発行したことがあった。
1984年度の日本民間放送連盟賞のCM部門で、ラジオCM優秀賞を受賞。
2019年3月、ラジオ福島を定年退職。フリーとして活動。退職後も担当した一部の番組は2023年5月まで継続して出演。
2023年7月9日に行われた福島市議会議員選挙に無所属で立候補して初当選した。

## 担当番組
特記なきものはラジオ福島の番組。

### 現在
- サロン・ド・美智子～ようこそふくしまの空へ～（FM Mot.com）

### 過去
- 情報エリアフラッシュ4
- ミュージックフォーハートイン東芝
- 夜はこれから
- クボタ歌謡カレンダー
- コルニエツタヤからこんにちは
- rfcワイド午後一番![2][3]
- それいけAM!AM!こちら下荒子8番地[2]
- 昼の希望音楽会
- 丸萬ミュージックフィールド
- かっとびワイド　新と美智子の午後いちばん！！（木曜）
- かっとびワイド　テヅと美智子のどこまでいうの（月曜）
- おいしいラジオ
- 歌のない歌謡曲  (1987年～2019年)[3]
- さわやかマイタウン
- グリーンメロディー
- 子供の夢の青い窓
- ORANGETIME